# Roxborough
Roxborough è un centro abitato di Trinidad e Tobago situato sull'isola di Tobago e facente parte della parrocchia di Saint Paul. È il maggiore centro di Eastern Tobago, essendone anche il capoluogo.